# Gaetano Strambio
Gaetano Strambio (Cislago, 1752 – Milano, 3 maggio 1831) è stato un medico italiano importante negli ambienti dell'Ospedale Maggiore di Milano che visse e operò tra il Varesotto e Milano a cavallo tra il XVIII e XIX secolo.

## Vita

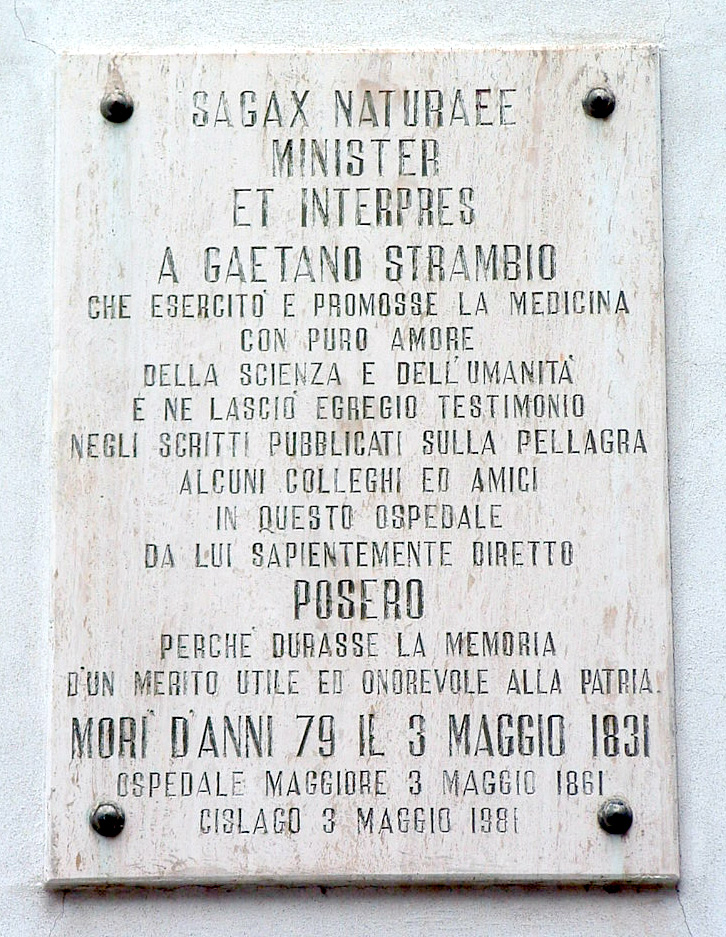
Targa commemorativa sulla facciata della casa natale di Gaetano Strambio, Cislago

Nato nel 1752 a Cislago in Provincia di Varese da padre medico, Gaetano è avviato agli studi classici a Lugano e, conseguito il diploma, alla carriera ecclesiastica in seminario a Milano.
Nel 1779 abbandona l'insegnamento religioso per sposare la compaesana Caterina Rimoldi e, seguendo le orme paterne, si iscrive alla Facoltà di Medicina dell'Università degli Studi di Pavia, laureandosi e lavorando come medico in paesi nelle province di Como, Milano e Varese per alcuni anni.

### Gli studi sulla Pellagra
La svolta della sua vita avviene nel 1784, quando l'imperatore austriaco Giuseppe II d'Asburgo decide di aprire a Legnano un centro per studiare e curare la malattia che affliggeva le popolazioni contadine lombarde: la pellagra.
Gaetano Strambio viene assunto come direttore dell'ospedale, su raccomandazione del Rettore dell'Università di Pavia, quando ha solo 32 anni. 
All'apertura del centro si recarono subito circa 50 contadini della zona afflitti da Pellagra (una malattia allora paragonata alla peste) che permisero l'immediato inizio degli studi del medico cislaghese. Ne fu direttore fino al 1788.

### Le pubblicazioni degli studi e le dimostrazioni
Nel corso di pochi anni Strambio compie studi approfonditi sulla Pellagra e pubblica articoli e libri sull'argomento. I più significativi sono:
- De Pellagra Caietani Strambio M.D. observationes, 1786
- De Pellagra annus secundus, 1787
- De Pellagra annus tertius, 1789

In queste pubblicazioni Gaetano Strambio dimostra che la Pellagra non è affatto contagiosa (è causata da carenze alimentari) e non comprende solo sintomi cutanei, ma è una patologia che interessa anche il sistema nervoso e l'apparato digerente. L'unico errore nei suoi studi lo compie pensando che la malattia sia ereditaria.

### All'Ospedale Maggiore
In seguito all'improvvisa quanto inconcepibile decisione del governatore di Milano, nel 1789 la clinica viene chiusa ma, fortunatamente, l'Ospedale Maggiore di Milano decide di riservare un reparto con circa 20 posti letto alla cura della Pellagra e chiama Strambio per guidare studi e cure. Nel 1797 il cislaghese è promosso a Medico Ordinario e nel 1810 è Direttore Medico dell'Ospedale per due mandati triennali. Lavora quindi all'Ospedale Maggiore fino al 1816 quando l'aggravarsi di una malattia cardiaca lo costringe alle dimissioni.

### Denunce, morte e ricordi
Muore nel 1831, a 79 anni, dopo una vita di studi sulla Pellagra e sulle condizioni sociali di chi ne era colpito: particolarmente toccante è un suo documento dove denuncia la silenziosa colpevolezza dei proprietari terrieri che mantengono in povertà i contadini, ed esorta il clero e le classi sociali più abbienti ad interessarsi della loro condizione.
A Gaetano Strambio sono dedicate alcune vie dei paesi interessati alla sua opera, tra cui Cislago e Milano, che ricordano il "loro" medico con lapidi commemorative e vie dedicate.